# Kalkknoopjeskorst
De kalkknoopjeskorst (Bacidina caligans) is een korstmos uit de familie Ramalinaceae. Hij groeit op beschutte kalkhoudende rotsen, metselwerk, asbestcement en mossen op afbrokkelende mortel. Hij vormt vaak plekjes van enkele vierkante centimeters op horizontale en schuine kalkrijke oppervlakken zoals voegen op de bovenzijde van baksteenmuren en verweerd beton Minder vaak komt hij voor op schors (bijv. Alnus, Salix, Sambucus, Ulmus), kaal hout en konijnenkeutels.

## Determinatie
Het is een korstvormige, heldergroene, geheel fijnsoredieuze soort, zelden met witte pycnidiën en bleekroze apotheciën. Het thallus heeft de volgende kleurreacties van korstmossen: C–, K–, KC–, Pd–.
De asci zijn 8-sporig. De ascosporen zijn 3 tot 7 septaat, hyaliene, zonder perispore  en meten 24-48(-63) × 1,5-2(-2,5) μm. Het hymenium is 45 tot 55 μm hoog.

## Verspreiding
In Nederland komt hij algemeen voor, maar hij wordt veel over het hoofd gezien.